# Świeszewo, Tỉnh West Pomeranian
Wieszewo [ɕfjɛˈʂɛvɔ] (tiếng Đức: Schwessow) là một ngôi làng thuộc khu hành chính của Gmina Gryfice, thuộc quận Gryfice, West Pomeranian Voivodeship, ở phía tây bắc Ba Lan. Nó nằm khoảng 10 kilômét (6 mi) phía tây nam Gryfice và 60 km (37 mi) về phía đông bắc của thủ đô khu vực Szczecin.

## Lịch sử

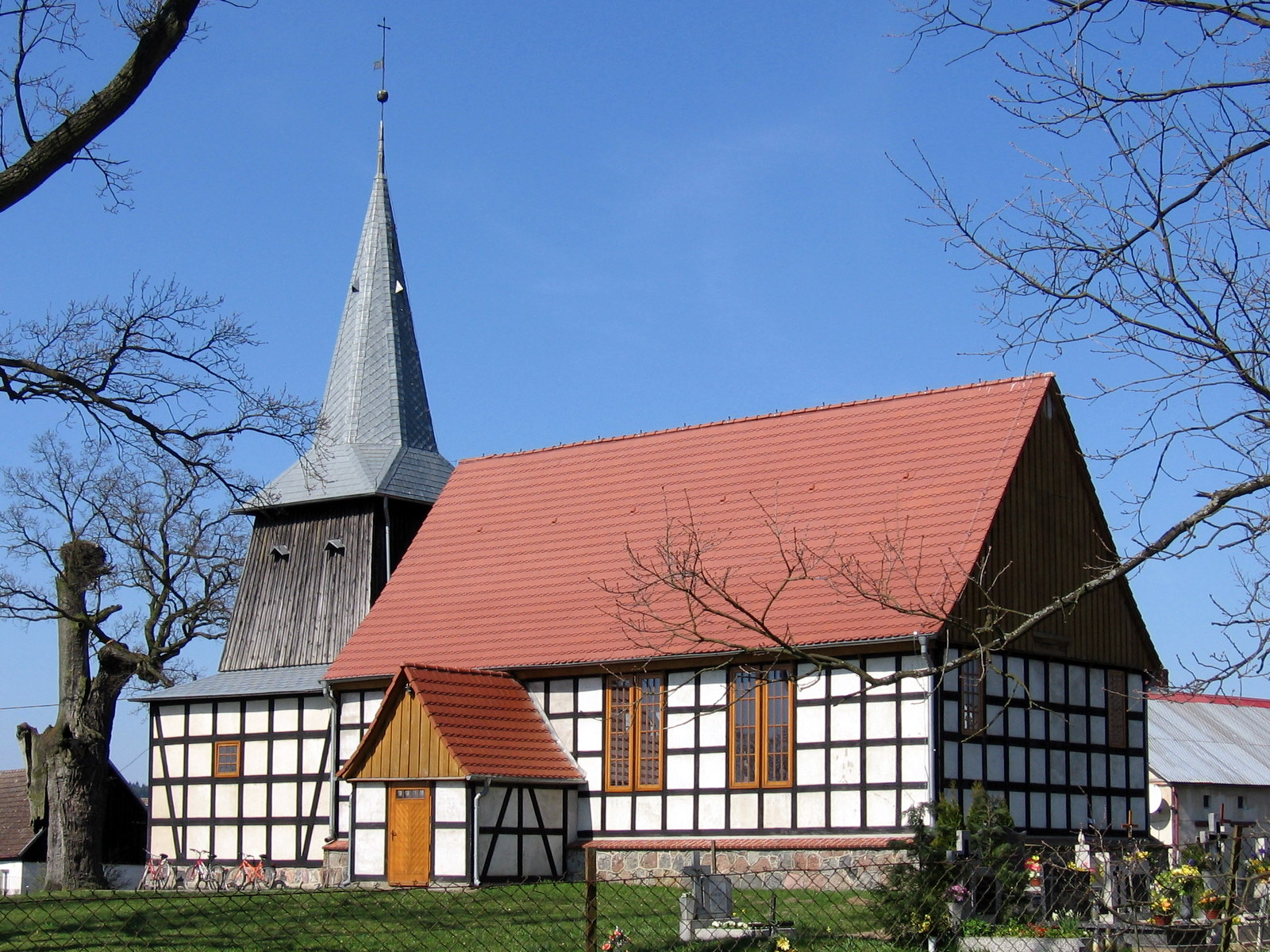
Nhà thờ Công giáo La Mã của Madonna Đen của Częstochowa ở Świeszewo

Trước năm 1637, khu vực này là một phần của Duchy of Pomerania. Đối với lịch sử của khu vực, xem Lịch sử của Pomerania.